# Joachim Funke (Generaldirektor)
Joachim Funke (* 21. Dezember 1930 in Breslau (heute Wrocław, Polen)) ist ein ehemaliger Wirtschaftsfunktionär der Sozialistischen Einheitspartei Deutschlands (SED) in der Deutschen Demokratischen Republik (DDR). Er war von 1980 bis 1989 Generaldirektor des Kombinats Datenverarbeitung.

## Leben
Funke, Sohn eines Eisenbahners, wurde nach dem Abschluss der Oberschule 1945 Streckenarbeiter bei der Deutschen Reichsbahn (DR). 1950 wurde er vom Statistischen Landesamt Thüringen als Instrukteur eingestellt. Von 1951 bis 1955 studierte er neben dem Beruf an der Hochschule für Ökonomie „Bruno Leuschner“ Berlin und schloss als Diplom-Wirtschaftswissenschaftler ab. 1970 wurde er promoviert.
1955 wurde Funke stellvertretender Leiter, später Leiter der Bezirksstelle Frankfurt (Oder) der Staatlichen Zentralverwaltung für Statistik. 1966 wechselte er als stellvertretender Leiter in die Staatliche Zentralverwaltung für Statistik in Ostberlin. 1975 wurde er Generaldirektor der Vereinigung Volkseigener Betriebe (VVB) Maschinelles Rechnen Berlin und nach ihrer Umwandlung 1980 des Kombinats Datenverarbeitung. 1989 ging er in den Ruhestand.
1951 trat Funke in die SED ein. 1960 wurde er Mitglied und 1962 stellvertretender Vorsitzender der Revisionskommission der SED-Bezirksleitung Frankfurt (Oder), 1966 wurde er Kandidat und 1967 Mitglied der Zentralen Revisionskommission der SED. 1972/73 absolvierte er einen Lehrgang an der Parteihochschule beim Zentralkomitee der Kommunistischen Partei der Sowjetunion (KPdSU) in Moskau. Im Zuge der friedlichen Revolution in der DDR 1989 verlor er alle Parteiämter.